# ОК Лубе Мачерата
Лубе Ћивитанова је професионални одбојкашки тим из Треје у Италији.

## Успеси

### Међународни
- ЦЕВ Лига шампиона (2)
  - Победник : 2002, 2019.
  - Финалиста : 2018.
- ФИВБ Светско клупско првенство (1)
  - Победник : 2019.
  - Финалиста : 2017, 2018.
- ЦЕВ Челенџ куп (4)
  - Освајач : 2001, 2005, 2006, 2011.
  - Финалиста : 2003

### Национални
- Првенство Италије (7)
  - Првак : 2006, 2012, 2014, 2017, 2019, 2021, 2022
  - Другопласирани : 2018.
- Куп Италије (8)
  - Освајач : 2001, 2003, 2008, 2009, 2017, 2020, 2021, 2025.
  - Финалиста : 2012, 2013, 2018, 2019.
- Суперкуп Италије (4)
  - Освајач : 2006, 2008, 2012, 2014.
  - Финалиста : 2001, 2003, 2009, 2013, 2017, 2020